# Herb Czerniejewa

Dawny herb Czerniejewa

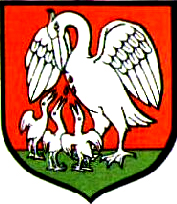
Herb Żydowa

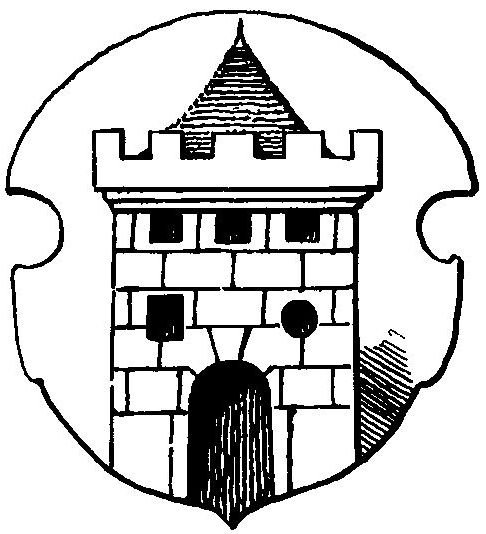
Herb Czernieweja wg F. A. Vossberga, rok 1866

Herb Czerniejewa – symbol miasta i gminy Czerniejewo, autorstwa Wojciecha Tutaka, ustanowiony 10 listopada 2010.

## Wygląd i symbolika
Herb przedstawia na tarczy w polu czerwonym, w prawej połowie tarczy srebrna wieża bramna z prześwitem czarnym, z trzema prostokątnymi oknami i czterema okrągłymi otworami, zwieńczona spiczastym dachem zakończonym kulą i dwiema kulami po bokach; w lewej połowie tarczy pelikan srebrny z trzema kroplami krwi na piersi, karmiący troje piskląt tejże barwy.
Herb gminy składa się z dwóch godeł, znajdujących się na jednej tarczy. Pierwszy z nich to godło Czerniejewa, przedstawiające białą wieżę forteczną, na czerwonym tle. Pochodzi z 1386, czyli z czasu, gdy Czerniejewo uzyskało prawa miejskie. Drugie z godeł pochodzi z herbu wsi Żydowo, wzorowanego na herbie szlacheckim Pelikan, przedstawiającym pelikana dziobiącego swoją pierś. Podwójny herb symbolizuje gminę miejsko-wiejską, jaką jest Czerniejewo.